# San Rafael del Sur
San Rafael del Sur (Villa El Carmen) är en kommun (municipio) i Nicaragua med 50 991 invånare (2012). Den ligger vid Stilla havet i departementet Managua, 50 km sydväst om huvudstaden Managua. Vid Stillahavskusten ligger ett antal badorter med fina sandstränder.

## Geografi
San Rafael del Sur gränsar till kommunerna Villa Carlos Fonseca i nordväst,  El Crucero i norr, San Marcos i  öster, Diriamba i sydost, samt till Stilla havet i sydväst. Kommunens största ort är centralorten San Rafael del Sur, med 10 802 invånare (2005). Näst störst är badorten Masachapa med 4 264 invånare (2005)

## Historia
San Rafael del Sur blev en kommun 1831 och blev upphöjd till ciudad (stad) 1956.

## Natur
Längs Stillahavsskusten finns det tre populära badorter med fina sandstränder: Montelimar, Masachapa och Pochomil.

## Bilder
|  |  |